# Madeleine Pelletier
Madeleine Pelletier, född 18 maj 1874 i Paris, död 29 december 1939 på Perray-Vaucluse sinnessjukhus nära Paris, var en fransk läkare och feminist.
Pelletier anslöt sig under 1890-talet till rösträttsrörelsen och utvecklade en för Frankrike ovanlig, militant taktik, inspirerad av Women's Social and Political Union. Hon utmärkte sig även genom att ofta bära en manlig klädedräkt med slips och plommonstop. Hon var redaktör för tidskriften La Suffragiste och skrev flera böcker om feminism och sexuell frihet. År 1905 blev hon sekreterare i den radikala kvinnoorganisationen La Solidarité des Femmes. Hon var ursprungligen socialist, men övergick 1913 till anarkismen. Hon var även utbildad läkare och förklarades 1906, som den första kvinnan i Frankrike, kompetent för att tjänstgöra på sinnessjukhus. Under senare delen av sitt liv propagerade hon för kvinnans rätt till födelsekontroll och legal abort och utförde även själv aborter.